# Ligue européenne féminine de volley-ball 2015
La Ligue européenne féminine de volley-ball 2015 est la 7e édition de la Ligue européenne féminine de volley-ball. Organisée par la CEV, elle se déroule du 30 juillet au 13 septembre 2015 en présence de 6 sélections nationales.
Navigation
2014 2016

## Sélections participantes
| Pays    | Participation | Meilleur résultat |
| ------- | ------------- | ----------------- |
| Géorgie | 1re           | Néant             |
| Grèce   | 6e            | 7e (2009, 2010)   |
| Hongrie | 4e            | 7e (2013)         |
| Israël  | 5e            | 4e (2010)         |
| Pologne | 2e            | (2014)            |
| Turquie | 7e            | (2009, 2011)      |

## Format de la compétition
Les 6 sélections participantes se rencontrent à domicile et à l'extérieur lors d'un tournoi toutes rondes. Les 4 équipes les mieux classées à l'issue du tour préliminaire se qualifient pour la phase finale. La meilleure sélection rencontre l'équipe classée quatrième, et l'équipe classée deuxième joue celle classée troisième. Les demi-finales et la finale se disputent en matchs aller-retour. Lors de la phase finale, les équipes les mieux classées du tour préliminaire bénéficient de l'avantage de recevoir lors du match retour.

## Classement

### Critères de départage
Le classement général se fait de la façon suivante :
1. plus grand nombre de victoires ;
2. plus grand nombre de points ;
3. plus grand ratio de sets pour/contre ;
4. plus grand ratio de points pour/contre ;
5. Résultat de la confrontation directe ;
6. si, après l’application des critères 1 à 5, plusieurs équipes sont toujours à égalité, les critères 1 à 5 sont à nouveau
 appliqués exclusivement aux matches entre les équipes concernées afin de déterminer leur classement final.

### Légende du classement
Rappel – Une équipe marque :
- 3 points pour une victoire sans tie-break (colonne G) ; 2 points pour une victoire au tie-break (Gt) ;

- 1 point pour une défaite au tie-break (Pt) ; 0 point pour une défaite sans tie-break (P) ;

## Tour préliminaire

### Classement
| # | Équipe  | Pts | J  | G | Gt | Pt | P | Sp | Sc | Ratio | Pp  | Pc  | Ratio |
| 1 | Turquie | 25  | 10 | 8 | 0  | 1  | 1 | 27 | 7  | 3.857 | 828 | 625 | 1.325 |
| 2 | Hongrie | 20  | 10 | 6 | 1  | 0  | 3 | 22 | 13 | 1.692 | 785 | 658 | 1.193 |
| 3 | Grèce   | 20  | 10 | 6 | 0  | 2  | 2 | 23 | 15 | 1.533 | 871 | 777 | 1.121 |
| 4 | Israël  | 14  | 10 | 2 | 3  | 2  | 3 | 19 | 21 | 0.905 | 830 | 884 | 0.939 |
| 5 | Pologne | 10  | 10 | 2 | 2  | 0  | 6 | 15 | 23 | 0.652 | 766 | 851 | 0.9   |
| 6 | Géorgie | 1   | 10 | 0 | 0  | 1  | 9 | 3  | 30 | 0.1   | 523 | 808 | 0.647 |

* Les horaires des rencontres sont indiquées en heure locale.

## Phase finale
La phase finale se déroule du 3 au 13 septembre 2015.
|  | Demi-finales | Demi-finales | Demi-finales | Demi-finales |      |   | Finale | Finale | Finale | Finale |
|  |              |              |              |              |      |   |        |        |        |        |
|  |              |              |              |              |      |   |        |        |        |        |
|  |              |              |              |              |      |   |        |        |        |        |
|  | [1] Turquie  | 3            | 3            |              |      |   |        |        |        |        |
|  | [1] Turquie  | 3            | 3            |              |      |   |        |        |        |        |
|  | [4] Israël   | 0            | 0            |              |      |   |        |        |        |        |
|  | [4] Israël   | 0            | 0            | [1] Turquie  | 0    | 3 | (13)   |        |        |        |
|  |              |              |              |              | 0    | 3 | (13)   |        |        |        |
|  |              | [2] Hongrie  | 3            | 1            | (15) |   |        |        |        |        |
|  | [2] Hongrie  | [2] Hongrie  | 3            | 1            | (15) | 3 | 3      |        |        |        |
|  | [2] Hongrie  |              |              |              |      | 3 | 3      |        |        |        |
|  | [3] Grèce    | 2            | 1            |              |      |   |        |        |        |        |
|  | [3] Grèce    | 2            | 1            |              |      |   |        |        |        |        |

* Les horaires des rencontres sont indiquées en heure locale.

### Finale
Après avoir gagné chacune une manche de cette finale, les deux équipes se départagent lors d'un set en or (it) disputé après la fin de la seconde rencontre. La Hongrie le remporte 15 points à 13 et s'octroie son premier titre dans la compétition.

## Classement final
| Place              | Équipe  |
| ------------------ | ------- |
| Médaille d'or      | Hongrie |
| Médaille d'argent  | Turquie |
| Médaille de bronze | Grèce   |
| Médaille de bronze | Israël  |
| 5                  | Pologne |
| 6                  | Géorgie |

| Meilleure joueuse        | Renáta Sándor            |
| Meilleure marqueuse      | Renáta Sándor            |
| Meilleure serveuse       | Meryem Boz               |
| Meilleure réceptionneuse | Serpil Ersari            |
| Meilleure bloqueuse      | Melike Nezihe Cadır (it) |
| Meilleure attaquante     | Galya Devash (en)        |
| Meilleure passeuse       | Stélla Christodoúlou     |